# ضريح آغا صاحب
ضريح آغا صاحب أو زيارة ساركار أو ضريح آغا مهدي هو مكان ديني للمسلمين الكشميريين يقع في بودجام. يوجد في هذا الضريح العديد من الشخصيات الدينية المدفونة منها آية الله العظمة الآغا سيد مهدي الموسوي الصفوي النجفي، الآغا سيد أحمد الموسوي الصفوي النجفي، الآغا سيد يوسف الموسوي الصفوي، الآغا سيد محمد فضل الله، الآغا سيد مهدي مصطفى، الآغا سيد مصطفى الموسوي وآخرون. يقع هذا الضريح على كرواسة بودجام التي تبعد حوالي 100 قدم (30 م) عالية. بنى هذا الضريح آغا سيد يوسف نفسه خلال حياته لتكريم سركار آغا سيد مهدي الموسوي، الذي كان أيضًا جد آغا سيد يوسف.

## طالع أيضًا
- قبر شمس الدين العراقي